# Tridecannitril
Tridecannitril ist eine organische Verbindung aus der Gruppe der Nitrile.

## Vorkommen
Alkannitrile der Kettenlänge 7 (Heptannitril) bis 24 (Tetracosannitril) kommen in Schieferöl vor. Dabei ist Tridecannitril nach Dodecannitril der mengenmäßig zweitwichtigste Vertreter. Pseudomonas veronii kann verschiedene langkettige Nitrile bilden, darunter Tridecannitril sowie Tetradecannitril, Pentadecannitril und Hexadecannitril.

## Herstellung
Tridecannitril kann ausgehend von 1-Tridecanol in einer dreistufigen Reaktion ohne zwischenzeitliche Aufarbeitung hergestellt werden. Die Reaktion wird in Dimethylsulfoxid als Lösungsmittel unter Zusatz von Kaliumcarbonat als Base durchgeführt. Im ersten Schritt wird Sulfurylfluorid in die Lösung geleitet, wobei in einer Reaktion analog der Swern-Oxidation Tridecanal gebildet wird. Im zweiten Schritt wird Hydroxylaminhydrochlorid zugegeben, um Tridecanaldoxim zu erzeugen. Dieses wird dann im dritten Schritt mit weiterem Sulfurylfluorid zu Tridecannitril dehydratisiert. Tridecannitril kann außerdem ausgehend von 5-Brompentannitril hergestellt werden, indem dieses in Gegenwart von Magnesiumbromid mit Dioctylzink umgesetzt wird.

## Reaktionen
Die katalytische Hydrierung von Tridecannitril mit Raney-Nickel und wasserfreiem Natriumacetat in Acetanhydrid ergibt N-Tridecylacetamid. Durch Reaktion mit Triisopropylsilan kann Tridecannitril zu Dodecan defunktionalisiert werden. Dabei dienen Di(cyclooctadien)rhodium(I)-chlorid und Tributylphosphit als Katalysatoren.